# Берлинская и Германская епархия (РПЦЗ)
Берли́нская и Герма́нская епа́рхия (нем. Russische Orthodoxe Diözese des orthodoxen Bischofs von Berlin und Deutschland) — епархия Русской православной церкви заграницей, возглавляемая митрополитом Берлинским и Германским Марком (Арндтом).

## История
В 1924 году было учреждено Берлинское викариатство в подчинении управляющего приходами в Западной Европе митрополита Евлогия (Георгиевского).
В июне 1926 года, после Архиерейского Собора РПЦЗ в Сремских Карловцах, Берлинское викариатство было преобразовано в самостоятельную епархию во главе с епископом Тихоном (Лященко). В юрисдикции РПЦЗ оказались почти все русские православные приходы в Германии.
В период правления нацистов германское государство покровительствовало Германской епархии Зарубежной Церкви, при этом используя её в пропагандистских целях. Так, власти оказывали давление на остававшиеся в Германии «евлогианские» приходы для переведения последних в состав епархии Зарубежной Церкви. В феврале 1938 года германское руководство потребовало от Архиерейского Собора назначить вместо действующего епископа Берлинского и Германского Тихона этнического немца Серафима (Ляде), что и было сделано.
26 мая 1942 года Берлинская и Германская епархия с согласия властей была преобразована Синодом РПЦЗ в Средне-европейский митрополичий округ, а архиепископ Серафим (Ляде) стал митрополитом.
В 1943—1944 годы клир и паства епархии значительно пополнилась за счёт «перемещённых лиц» из СССР. Сразу по окончании Второй мировой войны прошла волна переходов церквей, оказавшихся на территориях, занятых Советской армией (в том числе в советской зоне оккупации Германии), из ведения Зарубежной Церкви в Московский Патриархат.
В конце 1940-х годов происходил массовый отток «перемещённых лиц» в Новый Свет. В период 1948—1950 годы штат священников Берлинской и Германской епархии сократился более чем вполовину. Тот, кто не сумел выехать по болезни и возрасту в другие страны и остался в Германии после расформирования лагерей для перемещённых лиц, трудно ассимилировался в немецкое общество при незнании немецкого языка, отсутствия немецких дипломов образования. Российские «перемещенные лица» в Германии жили изолированно от немецкого общества атмосферой замкнутой национальной диаспоры. Они жили с шатким социальным статусом «иностранцы без подданства», лишь частично приравненные по немецкому законодательству к коренным немцам и немецким беженцам.
По словам архиепископа Берлинского Марка (Арндта), «Под конец 1980-х годов наши приходы стали фактически исчезать, предвиделось уже закрытие некоторых приходов. Когда открылись границы в 1990 году, у нас наблюдается увеличение приходов и укрепление их». После распада СССР в Германию хлынул поток эмигрантов из стран бывшего социалистического лагеря. За 15 лет с начала 1990-х до второй половины 2000-х прибыло более 300 тысяч человек из стран бывшего Союза. Это обусловило укрепление позиций епархии.
В 1990-е годы епархия получила в центре Мюнхена здание бывшей американской военной церкви, которая после перестройки была преобразована в кафедральный Собор святых новомучеников и исповедников Российских.
С 1990-х годов, еще до начала работы переговорной комиссии о воссоединении Русской Церкви, в Германии регулярно проходили встречи клириков двух параллельных епархий — Московского Патриархата и РПЦЗ. На этих встречах «горячо, но всегда с любовью» обсуждались самые острые вопросы: о правильном совершении крещения, о катехизации русских и нерусских и так далее. Таким образом, вырабатывались навыки дискуссий, люди узнавали друг друга, что, по архиепископа Марка, очень пригодилось в переговорном процессе. В итоге Берлинско-Германская епархия РПЦЗ стала единственной в РПЦЗ, где ни один клирик не ушёл в раскол.
После восстановления общения между Русской Церковью в Отечестве и За рубежом, Германия отличалась живым и плодотворным взаимодействием местной епархии Зарубежной Церкви и епархии в прямом подчинении Патриархата.
В 2008 году в Берлине был приобретён комплекс зданий, который после реконструкции стал вторым административным центром епархии.
В 2014 году был принят новый устав вместо устаревшего устава 1936 года. Устав вступил в силу 1 января 2015 года.

## Современное положение

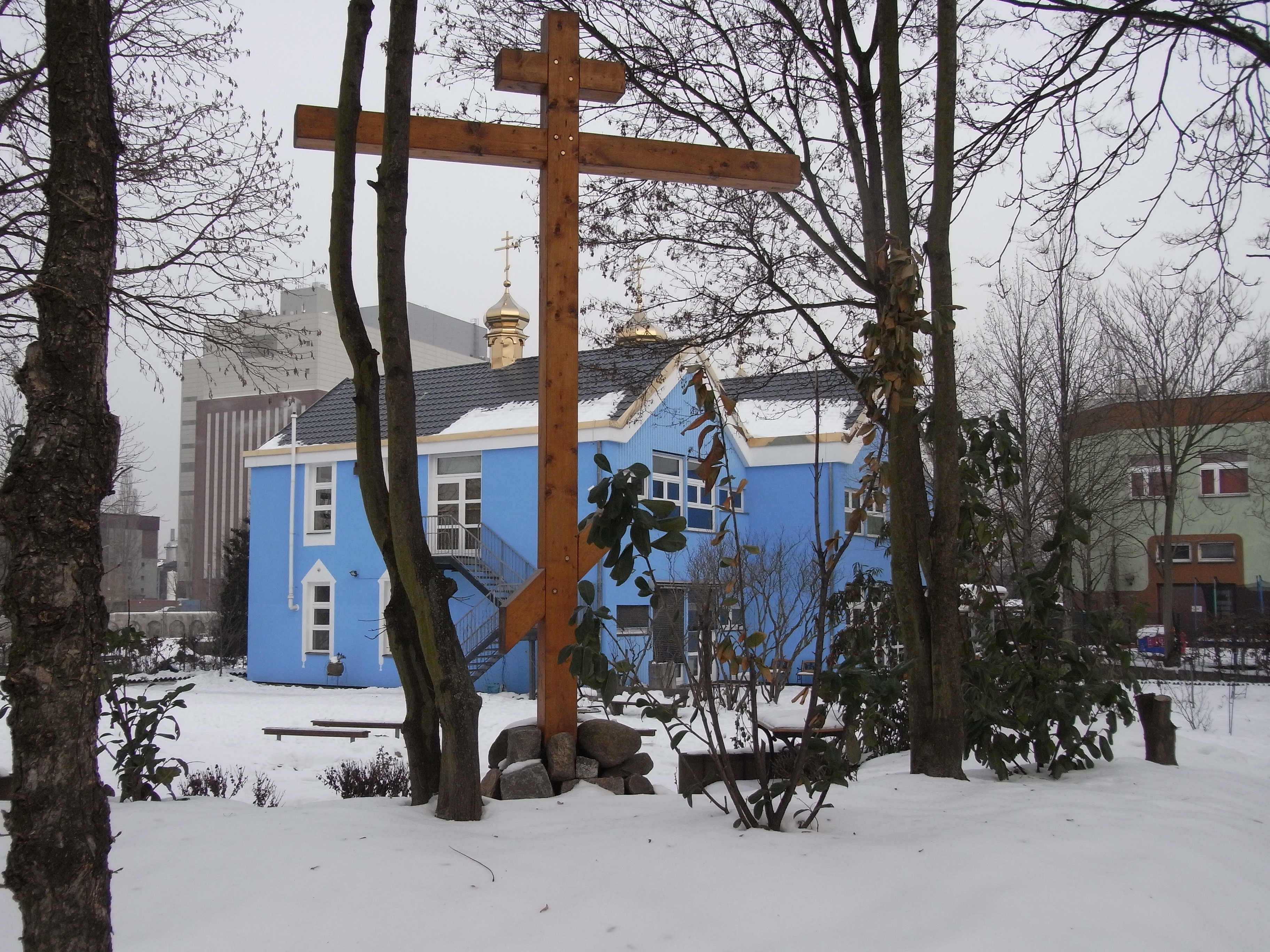
Новый епархиальный центр в Берлине

Берлинская и Германская епархия РПЦЗ возглавляется митрополитом Берлинским и Германским Марком (Арндтом), насчитывает более пятидесяти приходов и два монастыря: мужской преподобного Иова Почаевского в Мюнхене и женский в честь святой преподобномученицы Елизаветы в Бухендорфе. Кроме того в подчинении РПЦЗ находится ставропигиальный бенедиктинский монастырь, подчинённый непосредственно первоиерарху РПЦЗ.
Епархия активно занимается переводами православной литературы на немецкий язык, с 1981 года издаёт на русском и немецком языках епархиальный журнал «Вестник Германской епархии РПЦЗ» («Der Bote»), ведёт строительство и реконструкцию многих объектов церковного назначения.

## Епископы
- 11 мая 1924 — 24 февраля 1938 — Тихон (Лященко)
- 24 февраля 1938 — 14 сентября 1950 — Серафим (Ляде)  в/у до августа 1938
- 14 — 19 сентября 1950 — Александр (Ловчий)  в/у, еп. Киссингенский
- 19 сентября 1950 — 3 сентября 1951 — Венедикт (Бобковский)
- 11 апреля 1952 — 11 сентября 1971 — Александр (Ловчий)
- 14 сентября 1971 — осень 1982 — Филофей (Нарко)
- с осени 1982 — Марк (Арндт)

## Викарии
- Павел (Павлов), епископ Штутгартский (16 июля 1967 — август 1980)
- Агапит (Горачек), архиепископ Штутгартский (1 мая 2001 — 28 мая 2020)
- Иов (Бандман), епископ Штутгартский (с 10 декабря 2021 года)